# Ready to Go!
Ready to Go! es el tercer álbum de estudio de la cantante melody.. Es su segundo álbum (y tercer lanzamiento) en el que lanza un CD como también una versión CD+DVD (edición limitada). Todos los A-Sides de sus sencillos están incluidos en el álbum, excepto los B-Sides, haciendo un total de diez nuevas canciones. "Glory of Love" es una versión del sencillo del mismo nombre del cantautor Peter Cetera.

## Lista de canciones

### CD
1. "Finding My Road" (4:32)
2. "With You" (4:42)
3. "Love Story" (4:50)
4. "All for Love" (4:16)
5. "Hope" (3:47)
6. "Glory of Love" (4:09)
7. "Ready to Go!" (4:46)
8. "One Day" (4:14)
9. "Lovin' U" (4:32)
10. "Real Me" (4:00)
11. "All I Do" (4:26)
12. "Shine" (4:03)
13. "Dangerous" (3:30)

### DVD (Edición Limitada)
- Videos musicales

1. "Lovin' U"
2. "Finding My Road"
3. "Love Story"

- Videos en Vivo

1. "Believe Me"
2. "Gift of Love"

- Datos: Q1074937